# Gilhac-et-Bruzac
Gilhac-et-Bruzac település Franciaországban, Ardèche megyében. Lakosainak száma 174 fő (2022. január 1.). Gilhac-et-Bruzac Beauchastel, Boffres, Saint-Fortunat-sur-Eyrieux, Saint-Georges-les-Bains, Saint-Julien-le-Roux, Saint-Laurent-du-Pape és Toulaud községekkel határos.

## Népesség
A település népességének változása:
| Lakosok száma | 138  | 113  | 138  | 143  | 165  | 170  | 170  | 178  | 178  | 174  |
|               | 1968 | 1982 | 1990 | 2006 | 2013 | 2015 | 2017 | 2019 | 2020 | 2022 |